# روبن مون
روبن مون (بالإنجليزية: Reuben Moon)‏ هو محامي وسياسي أمريكي، ولد في 22 يوليو 1847، وتوفي في 25 أكتوبر 1919 في فيلادلفيا في الولايات المتحدة. حزبياً، نشط في الحزب الجمهوري. وقد انتخب عضو مجلس النواب الأمريكي.